# 50 Virgínia

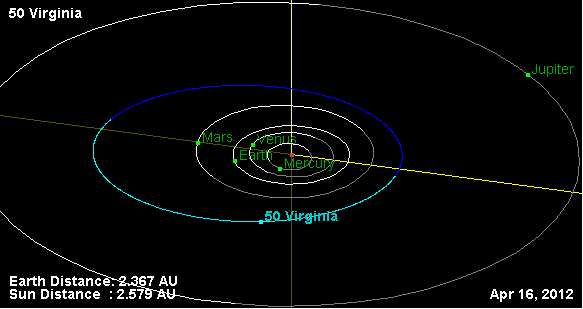
Rota do asteróide 50 Virgínia

Virgínia (asteroide 50) é um asteroide da cintura principal com um diâmetro de 99,82 quilómetros, a 1,8928266 UA. Possui uma excentricidade de 0,28582231 e um período orbital de 1 575,96 dias (4,32 anos).
Virgínia tem uma velocidade orbital média de 18,29533934 km/s e uma inclinação de 2,83435793º.
Este asteroide foi descoberto em 4 de outubro de 1857 por James Ferguson. Seu nome vem do personagem da história romana Virgínia.